# Sandhof (Ebern)
Sandhof ist ein Gemeindeteil der Stadt Ebern im unterfränkischen Landkreis Haßberge in Bayern.

## Geografie
Das Dorf liegt im östlichen Teil des Landkreises im Baunachgrund, rechts der Baunach, westlich von Ebern, etwa ein Kilometer entfernt. Die Bundesstraße 279 von Fulda nach Breitengüßbach führt östlich und die Staatsstraße 2278 von Ebern nach Königsberg in Bayern nördlich vorbei.

## Geschichte
Der Ortsname bedeutet „Hof auf sandigem Grund“.
Der Ort wurde erstmals im Jahre 1315 urkundlich genannt, als die Äbtissin des Klosters St. Theodor Mechthild der Frau Bertrade den „Sandhof“ überließ. 1345 wurde ein „Rukerus de Santhof“ erwähnt. Im Jahr 1415 erhielt Götz von Füllbach den Zehnt zu „Santhoff“. 1530 hatten die Herren von Rotenhan Zinspflichtige auf dem „Sandthoff“.
1862 wurde die Landgemeinde Ebern, bestehend aus der Stadt Ebern, dem Weiler Sandhof und der Einöde Hetschingsmühle, in das neu geschaffene bayerische Bezirksamt Ebern eingegliedert. Der Weiler zählte im Jahr 1871 35 Einwohner. Er gehörte zur katholischen Pfarrgemeinde im 0,8 Kilometer entfernten Ebern und zur evangelischen Pfarrgemeinde im 2,0 Kilometer entfernten Eyrichshof. Die katholische Bekenntnisschule befand sich in Ebern. 1900 hatte die 821,72 Hektar große Landgemeinde Ebern mit ihren drei Orten 1135 Einwohner, von denen 986 katholisch waren. In Sandhof lebten 40 Personen in 7 Wohngebäuden. Im Jahr 1925 waren es 53 Personen in 7 Wohngebäuden.
1950 hatte der Weiler 69 Einwohner und 8 Wohngebäude. Im Jahr 1961 zählte Sandhof, inzwischen als Dorf bezeichnet, 91 Einwohner und 14 Wohngebäude. Es gehörte weiterhin zur katholischen Pfarrgemeinde in Ebern und evangelischen Pfarrgemeinde in Eyrichshof. 1970 waren es 119 und 1987 135 Einwohner sowie 24 Wohngebäude mit 47 Wohnungen.
Am 1. Juli 1972 kam Sandhof mit Ebern im Rahmen der Gebietsreform vom aufgelösten Landkreis Ebern zum neuen Haßberg-Kreis.

## Baudenkmäler

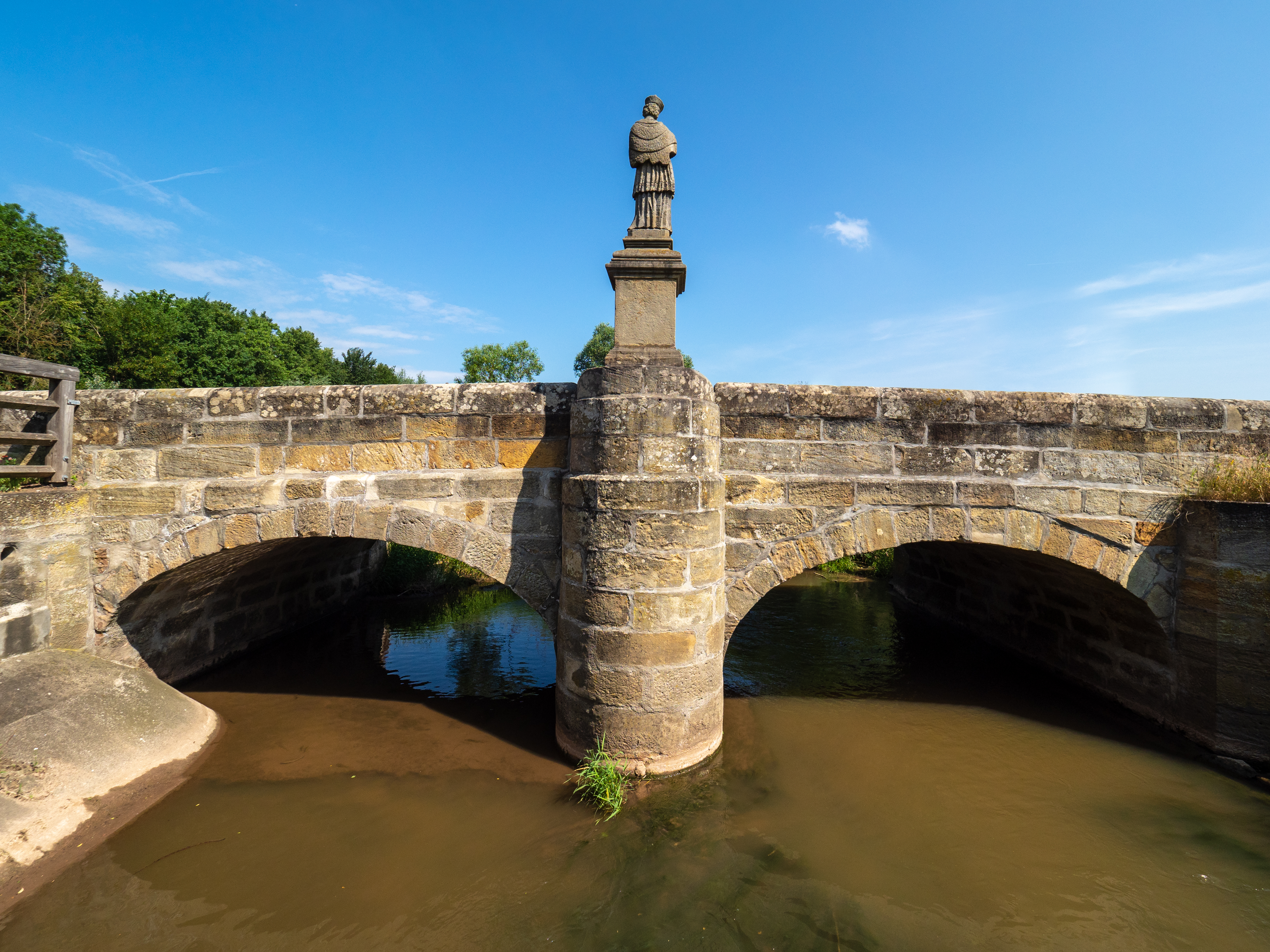
Baunachbrücke

Um 1725 wurde eine zweijochige Brücke aus Sandsteinquadern über die Baunach zwischen Ebern und Sandhof errichtet. Zwei Heiligenfiguren, der Heilige Johannes Nepomuk und
der Heilige Antonius, stehen auf den Pfeilern. Das Bauwerk wurde im April 1945 gesprengt und 1951/1952 wieder aufgebaut.